# Antonino Calcagnadoro
Antonino Calcagnadoro (Rieti, 12 febbraio 1876 – Roma, 3 dicembre 1935) è stato un pittore e decoratore italiano.

## Biografia
Figlio di un pittore decorativo, Cesare Calcagnadoro, e di Anna Maria Colantoni, nipote di Don Domenico Calcagnadoro, insegnante di italiano e latino in seminario, poeta e letterato, pittore dilettante e suo primo mecenate. Finite le elementari affiancò il padre nel mestiere, mentre prendeva lezioni private dal pittore Giuseppe Ferrarini.
Fu assunto dal pittore Giuseppe Casa nel 1890 per le sue doti, trasferendosi a Padova ancora quattordicenne. A sedici anni il giovane artista beneficia della pensione del Collegio Sabino di Rieti, con l'obbligo di studiare a Roma, dove frequenterà l'istituto di belle arti tra il 1894 ed il 1898 e stringerà fraterna amicizia col pittore Armeno Armeni. 
Nel 1918 vinse il concorso come insegnante della famosa Scuola Preparatoria alle Arti Ornamentali del Comune di Roma dove dal 1921 terrà la cattedra di disegno pittorico, in via San Giacomo. L'attività didattica lo vide impegnato dal 1919 al 1925. Tra i suoi allievi dei corsi serali, Alberto Ziveri e Mario Mafai. Successivamente insegnò alla Regia Accademia di Belle Arti di via Ripetta.
Alla morte dell'artista, gli eredi donarono circa un centinaio di suoi dipinti, incisioni e bozzetti al Museo civico di Rieti; a lui è dedicata l'intera sala 9 della sezione storico-artistica, dove sono esposte una trentina di sue opere.

## Opere

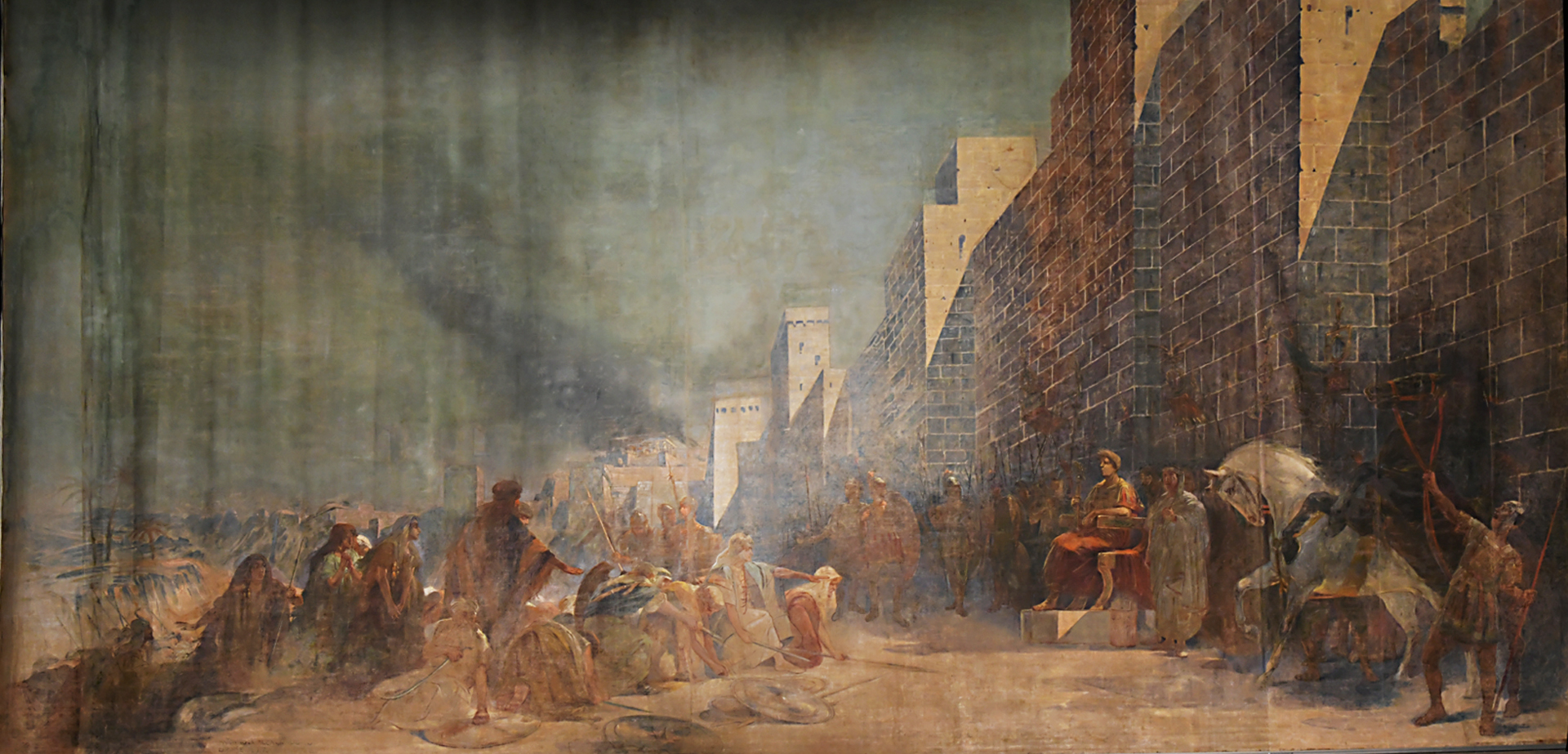
La Resa di Gerusalemme a Vespasiano (1910), tempera dipinta sul sipario del teatro Flavio Vespasiano di Rieti

Tra le sue opere troviamo alcuni primi dipinti del periodo romano, mentre dal 1898 inizia la sua esperienza di apprezzato decoratore, che dal secondo decennio del Novecento diverrà assai intensa:
- 1898: Decorazione con motivi ornamentali della galleria della casa parrocchiale della Chiesa di San Rufo (Rieti).
- 1900: Decorazione della Cappella del Crocifisso, Duomo di Rieti.
- 1905: Decorazione del soffitto del piano nobile di Palazzo Sanizi a Rieti.
- 1908: Inizia le decorazioni dell'Aula Consiliare del palazzo del Comune di Rieti.
- 1910: Dipinge il grande sipario del Teatro Flavio Vespasiano di Rieti e ne decora il foyer.
- 1911: Decorazione del padiglione ligure alla Mostra Etnografica di Roma.
- 1923: Affreschi dello Stabilimento Roma a Ostia.
- 1934-1935: Decorazione del salone dei ministri nel Palazzo del Ministero della Pubblica Istruzione a Roma.[1]

Dagli anni dieci i suoi progetti si fanno numerosi e negli anni venti si dedicherà molto anche alla pittura su tela, e alla incisione.

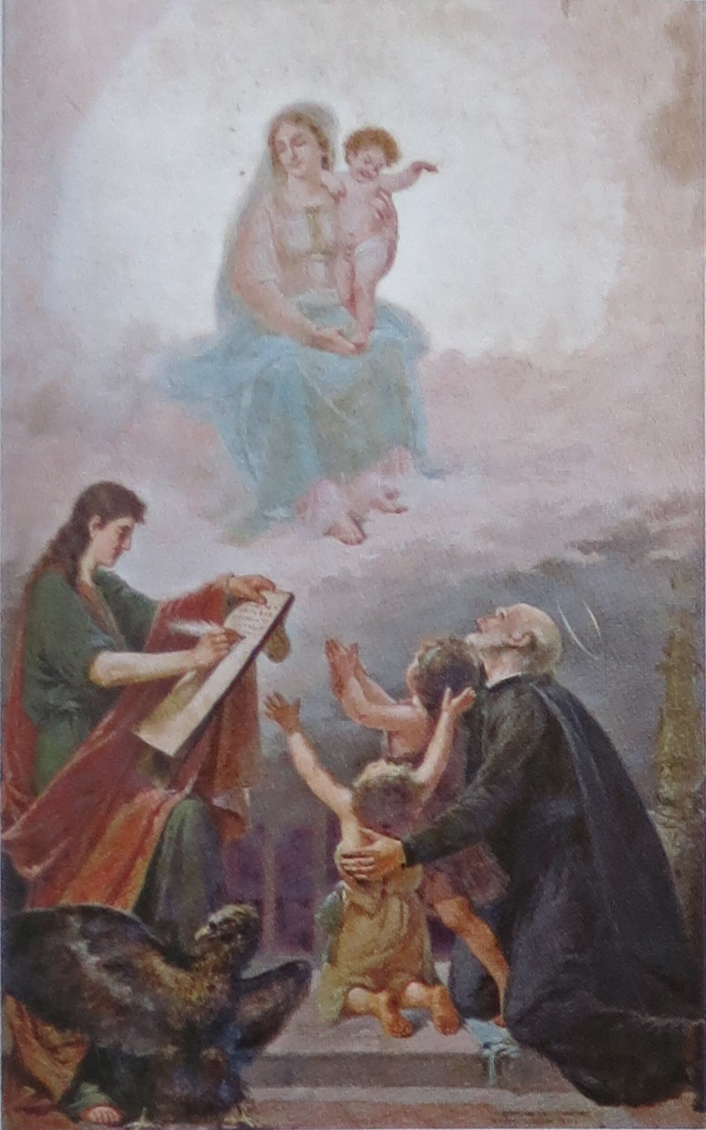
L'apparizione della Vergine a San Giovanni Evangelista e a San Giuseppe Calasanzio (1903). Rieti, chiesa di Santa Scolastica.

## Stile
Lo stile delle decorazioni di Antonino Calcagnadoro riprende tutto il repertorio classico, con una certa attenzione nei confronti dei modelli raffaelliani. In una fase più tarda l'artista si avvicinerà anche allo stile liberty con la comparsa delle caratteristiche forme floreali.